# Ophyiulus chilopogon
Ophyiulus chilopogon är en mångfotingart som först beskrevs av Robert Latzel 1884.  Ophyiulus chilopogon ingår i släktet Ophyiulus och familjen kejsardubbelfotingar. Inga underarter finns listade i Catalogue of Life.